# Ronde van Vlaanderen 1953
De 37ste editie van de Ronde van Vlaanderen werd verreden op 5 april 1953 over een afstand van 253 km van Gent naar Wetteren. De gemiddelde uursnelheid van de winnaar was 34,578 km/h. Van de 213 vertrekkers bereikten er 44 de aankomst.

## Hellingen
- Kluisberg
- Kwaremont
- Kruisberg
- Edelareberg
- Kloosterstraat

## Uitslag
| Rang | Renner           | Land      | Ploeg                     | Tijd     |
| ---- | ---------------- | --------- | ------------------------- | -------- |
| 1    | Wim van Est      | Nederland | Garin                     | 7h19'    |
| 2    | Désiré Keteleer  | België    | Garin                     | z.t.     |
| 3    | Bernard Gauthier | Frankrijk | Mercier-Hutchinson        | op 45"   |
| 4    | Louison Bobet    | Frankrijk | Stella - Wolber - Dunlop  | op 1'40" |
| 5    | Loretto Petrucci | Italië    | Bianchi - Pirelli         | z.t.     |
| 6    | Attilio Redolfi  | Frankrijk | Mercier-Leducq            | op 2'40" |
| 7    | Jacques Dupont   | Frankrijk | Dilecta - Wolber - Louvet | op 4'48" |
| 8    | Hilaire Couvreur | België    | Terrot-Hutchinson         | op 5'50" |
| 9    | Stanislas Bober  | Frankrijk | Alcyon-Dunlop             | op 5'54" |
| 10   | Valère Ollivier  | België    | Bertin-d'Alessandro       | op 6'10" |

1913 · 
1914 · 
1915 · 
1916 · 
1917 · 
1918 · 
1919 · 
1920 · 
1921 · 
1922 · 
1923 · 
1924 · 
1925 · 
1926 · 
1927 · 
1928 · 
1929 · 
1930 · 
1931 · 
1932 · 
1933 · 
1934 · 
1935 · 
1936 · 
1937 · 
1938 · 
1939 · 
1940 · 
1941 · 
1942 · 
1943 · 
1944 · 
1945 · 
1946 · 
1947 · 
1948 · 
1949 · 
1950 · 
1951 · 
1952 · 
1953 · 
1954 · 
1955 · 
1956 · 
1957 · 
1958 · 
1959 · 
1960 · 
1961 · 
1962 · 
1963 · 
1964 · 
1965 · 
1966 · 
1967 · 
1968 · 
1969 · 
1970 · 
1971 · 
1972 · 
1973 · 
1974 · 
1975 · 
1976 · 
1977 · 
1978 · 
1979 · 
1980 · 
1981 · 
1982 · 
1983 · 
1984 · 
1985 · 
1986 · 
1987 · 
1988 · 
1989 · 
1990 · 
1991 · 
1992 · 
1993 · 
1994 · 
1995 · 
1996 · 
1997 · 
1998 · 
1999 · 
2000 · 
2001 · 
2002 · 
2003 · 
2004 · 
2005 · 
2006 · 
2007 · 
2008 · 
2009 · 
2010 · 
2011 · 
2012 · 
2013 · 
2014 · 
2015 · 
2016 · 
2017 · 
2018 · 
2019 · 
2020 · 
2021 · 
2022 · 
2023 · 
2024
Lijst van beklimmingen